# Mathias Wedel
Pour les articles homonymes, voir Wedel (homonymie).
Mathias Wedel (né le 10 août 1953 à Erfurt) est un journaliste satirique allemand.

## Biographie
En 1986, Wedel obtient un doctorat avec une thèse sur "les fonctions de la satire dans le socialisme" à l'université de Berlin-Est. Il devient professeur à l'Académie des arts dramatiques Ernst-Busch puis président du groupe des cabarets auprès de la Freier Deutscher Gewerkschaftsbund. Après avoir écrit des textes en amateur, il écrit, entre autres, pour le « Kabarett am Obelisk » à Potsdam, dont il devient le directeur à la fin des années 1980.
Après la chute du Mur de Berlin, Wedel publie plusieurs ouvrages satiriques et des chroniques dans Neues Deutschland, Junge Welt et Konkret. Peu après, le magazine Superillu (de) révèle que Wedel était un « collaborateur informel » pour la Stasi. Wedel se défend en se plaçant comme une victime comme beaucoup de monde.
Mathias Wedel écrit également sous les pseudonymes de Matti Friedrich et Atze Svoboda.
En 2009, il devient le rédacteur en chef du magazine Eulenspiegel.

## Publications
- Pflaumen, die im Osten reiften. Geschichten aus der Merkelei. Berlin 2005,  (ISBN 3-359-01632-7)
- Was wäre wenn …? Die hohe Schule des Konjunktivs. Berlin 2003,  (ISBN 3-933544-78-5)
- Bei uns auf dem Dorfe. Berlin 2002,  (ISBN 3-359-01451-0)
- Leinenzwang für Schwaben. Berlin 2000,  (ISBN 3-359-00999-1)
- Wie ich meine Kinder mißbrauchte. Das Ende der Erziehung. Berlin 1997,  (ISBN 3-89320-007-X)
- Erich währt am längsten. Die Zone muß sterben; der PDS-Wähler, das unbekannte Wesen. Berlin 1996,  (ISBN 3-923118-74-0)
- Einheitsfrust. Berlin 1994,  (ISBN 3-87134-092-8)
- Nicht mit Kohl auf eine Zelle! Pamphlete aus jüngerer deutscher Gegenwart. Berlin 1993,  (ISBN 3-320-01808-6)
- Ausverkauft. Ein gutes Dutzend Kabarett-Betrachtungen. Berlin 1989
- Streitfall „Satire“. Leipzig 1988 (avec Matthias Biskupek)
- Zu den Funktionen von Satire im Sozialismus. Diss. Berlin 1986